# Chialamberto
Chialamberto (piemonti és frankoprovanszáli nyelven Cialambèrt) egy észak-olasz község (comune) a Piemont régióban.